# UTC
| blå     | Vesteuropæisk tid (UTC+0) Vesteuropæisk sommertid (UTC+1)       |
| lyseblå | Vesteuropæisk tid (UTC+0)                                       |
| rød     | Centraleuropæisk tid (UTC+1) Centraleuropæisk sommertid (UTC+2) |
| kaki    | Østeuropæisk tid (UTC+2) Østeuropæisk sommertid (UTC+3)         |
| gul     | Østeuropæisk tid, Kaliningradtid, (UTC+2)                       |
| grøn    | Moskva-tid (UTC+3)                                              |

Koordineret universaltid (fransk: temps universel coordonné, UTC) er Verdens primære internationale tidsstandard til brug for regulering af ure og klokkeslæt. Koordineret universaltid kaldes på dansk også universel tid eller undertiden verdenstid. Tidsstandarden er for de fleste anvendelser det samme som Greenwich Mean Time (GMT), men GMT er ikke længere præcist defineret af videnskaben.
De forskellige tidszoners afvigelse fra UTC angives som UTC efterfulgt af et plustegn eller minustegn og et tal (UTC−12 til UTC+14). Standardtiden UTC angives typisk som UTC+0. I Danmark er der indført centraleuropæisk tid, og tiden angives som UTC+1 ved normaltid og som UTC+2 ved sommertid.

## Fastlæggelse
UTC-tid er fastlagt ud fra et antal atomure (selv atomure går ikke helt ens). Indimellem justeres UTC med et skudsekund for at sikre, at UTC passer med Jordens rotation. Alle andre tidszoner fastlægges ud fra UTC. I praksis koordineres tiden via internetservere, der bruger protokollen NTP til udveksling af tidsinformation.

## Forkortelsen
UTC er et kompromis mellem de mere direkte forkortelser for den engelske betegnelse Coordinated Universal Time ("CUT") og den franske betegnelse Temps Universel Coordonné ("TUC"). Desuden lægger forkortelsen UTC sig op ad de astronomiske tidsskalaer UT0, UT1, UT2 og tilsvarende.

## TAI
I en del videnskabelige sammenhænge bruges TAI, Temps Atomique International, international atomtid. Denne tidsskala er udelukkende baseret på atomure og bruger ikke skudsekunder. Forskellen mellem TAI og UTC ændres derfor, hver gang der tilføjes (eller fjernes) skudsekunder. Den store fordel ved TAI er, at tidspunkter altid kan sammenlignes direkte uden en tabel over tilføjede skudsekunder.

## Zulutid
UTC benævnes til tider også som zulutid efter det fonetiske Z og anvendes i dag specielt inden for civil flyvning og af militæret for at sikre ens tid ved operationer, der f.eks. strækker sig over flere tidszoner samt i tilfælde af et angreb med kernevåben.
Betegnelsen zulu stammer fra GMT, der ca. siden 1950 er blevet benævnt ved et Z for zero-time (nul-tid) ligesom Greenwich-meridianen. I forbindelse med radiokommunikation er bogstavet så blevet til "zulu".